# England Dan & John Ford Coley
England Dan & John Ford Coley fue un dúo de soft rock estadounidense compuesto por Danny Wayland «England Dan» Seals y John Edward «John Ford» Coley, activo durante la década de 1970. Nativos de Texas, son muy conocidos por su sencillo de 1976 I'd Really Love to See You Tonight (en español: Realmente me encantaría verte esta noche), que alcanzó el puesto número 2 en el Billboard Hot 100, y fue un éxito número 1 en el género contemporáneo para adultos. Después de que se disolvieron, Seals comenzó a tocar como Dan Seals y lanzó su carrera en la música country durante la década de 1980 en la que obtuvo once éxitos número 1 en Estados Unidos.

## Carrera

### Primeros años
El dúo comenzó cuando eran amigos y compañeros de clase en el secundario W.W. Samuell High School de Dallas, Texas, Estados Unidos. Seals y Coley actuaron primero como teloneros de bandas locales, incluidos Playboys Five y Theze Few. Grabaron una serie de demos en Nashville como The Shimmerers, pero sus esperanzas terminaron cuando se muere su productor, antes de que pudiera asegurarles un contrato de grabación. Su siguiente agrupación fue el grupo de pop psicodélico de Dallas, Southwest FOB (por Free On Board), cuyo material ha sido reeditado en CD por el sello Sundazed.
Seals era el hermano menor de Jim Seals del dúo de soft rock de la década de 1970, Seals and Crofts. Desde la infancia tuvo el sobrenombre de «Dan», que precisamente le puso su hermano Jim, y lo de «England Dan» fue porque era un fan de banda inglesa de rock The Beatles y además, de vez en cuando le gustaba hablar con un afectado acento británico. El apellido de John Colley se volvió a escribir «Coley» para facilitar la pronunciación; «Ford» fue agregado como su segundo nombre para darle más sonoridad al nombre artístico, así se formó England Dan & John Ford Coley.
Ambos recorrieron la escena musical de Texas, donde Southwest FOB logró que una de sus canciones, The Smell of Incense, alcanzara el puesto número 43 en la lista de éxitos de 1969. En esa época la banda estuvo en el escenario con artistas como Led Zeppelin. Mientras estaban en el grupo, Seals y Coley comenzaron su propio grupo acústico bajo el nombre artístico Colley and Wayland. Poco después el grupo pasó a llamarse England Dan & John Ford Coley, y el dúo firmó con A&M Records en 1970. En 1971 se mudaron a Los Ángeles donde tocaron con numerosas bandas. Su primer éxito llegó en 1972, con la canción Simone, la cual se convirtió en un hit número 1 en Japón y también en Francia, más no en Estados Unidos.

### Big Tree y la cima de su éxito
El dúo fue despedido en 1972 de su contrato con A&M después de dos álbumes. Sin desanimarse, la pareja continuó trabajando junta, tropezando con la canción I'd Really Love to See You Tonight escrita por un joven compositor de Misisipi, Parker McGee. Grabaron un demo y la tocaron en la oficina de Bob Greenberg, vicepresidente senior de Atlantic Records. Atlantic tenía un sello subsidiario llamado Big Tree en la misma oficina, cuyo fundador era, Doug Morris, quien escuchó la canción a través de la pared y de inmediato entró en la habitación. Cuando Greenberg decidió no hacerlo, Morris dijo; «Lo queremos» y les ofreció un trato.
Dan y John se asociaron con el productor Kyle Lehning, quien también había producido la demostración del tema de McGee. El resultado fue un sencillo número 2 en las listas de Estados Unidos en septiembre de 1976, que finalmente vendió dos millones de copias. Julio de 1976 vio también el lanzamiento del álbum debut de England Dan & John Ford Coley para Big Tree, Nights Are Forever, también producido por Lehning. Su segundo sencillo para Big Tree, Nights Are Forever Without You, también escrito por Parker McGee, el cual alcanzó el Top 10. Después de ver al dúo crecer y obtener un gran éxito, A&M capitalizó tal éxito lanzando un álbum recopilatorio en 1976, I Hear Music, con canciones grabadas en años anteriores.
Tanto Seals como Coley abrazaron la fe bahá'í después de que Seals tratara de «hablar con sentido común» con su hermano Jim, alrededor de 1972. Años más tarde, Coley regresó al cristianismo, en tanto Seals se mantuvo bahá'í hasta su muerte.
Su segundo LP para Big Tree, Dowdy Ferry Road, salió en marzo de 1977, produciendo varios discos sencillos de éxito como: It's Sad To Belong (To Someone Else) (número 21) (escrito por Randy Goodrum) y Gone Too Far de Coley (número 23). Al duo también se le atribuye haber escrito e interpretado «It's All Up To You», el tema principal de la serie para adolescentes de NBC de 1977, James at 15.
Some Things Don't Come Easy (marzo de 1978) siempre We'll Never Have to Say Goodbye Again, que alcanzó el puesto 9 y el disco Dr. Heckle y el Sr. Jive (marzo de 1979) trajo Love Is the Answer (en español: El amor es la respuesta), escrito por Todd Rundgren, que fue su último éxito que logró el Top 10, y alcanzar el Top 40, mientras que What Can I Do With This Broken Heart se estancó en el puesto número 50 a finales de 1979.
En marzo de 1980 In It For Love, una de las dos nuevas grabaciones agregadas a The Best of England Dan y John Ford Coley (diciembre de 1979), logró el puesto 53 y luego de contribuir con canciones para la banda sonora de la película Just Tell Me You Love Me en 1980, el dúo tomó caminos separados.

### Años posteriores
El dúo se separó en 1980 cuando Seals decidió seguir una carrera propia en la música country, donde encontró el éxito a lo largo de la década de 1980, anotando éxitos como Meet Me in Montana (con Marie Osmond) y Bop. Seals (England Dan) fallecería el 25 de marzo de 2009, después de recibir un tratamiento para combatir un linfoma de células de manto.
Coley formó otro grupo que lanzó un álbum en A&M Records: Leslie, Kelly y John Ford Coley (con las hermanas Leslie y Kelly Bulkin), luego hizo apariciones en televisión y en cine durante la década de 1980. Regresó a una agenda activa de giras en las décadas de 1990 y 2000 y también fue coproductor de artistas como Eddie Money (con Vince Gill) y Tom Wurth.

## Discografía

### Álbumes
| Año  | Álbum                                              | Posiciones en los listados | Posiciones en los listados | Posiciones en los listados | RIAA | Sello discográfico |
| Año  | Álbum                                              | US                         | AUS                        | CAN                        | RIAA | Sello discográfico |
| ---- | -------------------------------------------------- | -------------------------- | -------------------------- | -------------------------- | ---- | ------------------ |
| 1971 | England Dan & John Ford Coley                      | —                          | —                          | —                          | —    | A&M                |
| 1972 | Fables                                             | —                          | —                          | —                          | —    | A&M                |
| 1976 | I Hear Music                                       | 202                        | —                          | —                          | —    | A&M                |
| 1976 | Nights Are Forever                                 | 17                         | 68                         | 11                         | Gold | Big Tree           |
| 1977 | Dowdy Ferry Road                                   | 80                         | —                          | —                          | —    | Big Tree           |
| 1978 | Some Things Don't Come Easy                        | 61                         | —                          | 73                         | —    | Big Tree           |
| 1979 | Dr. Heckle and Mr. Jive                            | 106                        | 69                         | —                          | —    | Big Tree           |
| 1979 | The Best of England Dan and John Ford Coley        | 194                        | —                          | —                          | —    | Big Tree           |
| 1980 | Just Tell Me You Love Me (soundtrack)              | —                          | —                          | —                          | —    | Big Tree           |
| 1981 | The Best of England Dan and John Ford Coley Vol. 2 | —                          | —                          | —                          | —    | Big Tree           |
| 1996 | The Very Best of England Dan and John Ford Coley   | —                          | —                          | —                          | —    | Rhino              |

### Sencillos
| Año  | Sencillo                              | Posición más alta en listados | Posición más alta en listados | Posición más alta en listados | Posición más alta en listados | Posición más alta en listados | RIAA | Álbum                                       |
| Año  | Sencillo                              | US                            | US AC                         | CA                            | CA AC                         | AUS                           | RIAA | Álbum                                       |
| ---- | ------------------------------------- | ----------------------------- | ----------------------------- | ----------------------------- | ----------------------------- | ----------------------------- | ---- | ------------------------------------------- |
| 1972 | New Jersey                            | 103                           | —                             | —                             | —                             | —                             | —    | Fables                                      |
| 1972 | Simone                                | —                             | —                             | —                             | —                             | —                             | —    | Fables                                      |
| 1976 | I'd Really Love to See You Tonight    | 2                             | 1                             | 5                             | 1                             | 25                            | Gold | Nights Are Forever                          |
| 1976 | Nights Are Forever Without You        | 10                            | 6                             | 10                            | 4                             | 92                            | —    | Nights Are Forever                          |
| 1977 | It's Sad to Belong                    | 21                            | 1                             | 9                             | 1                             | 90                            | —    | Dowdy Ferry Road                            |
| 1977 | "Gone Too Far"                        | 23                            | 8                             | 15                            | 11                            | 71                            | —    | Dowdy Ferry Road                            |
| 1978 | We'll Never Have to Say Goodbye Again | 9                             | 1                             | 11                            | 2                             | —                             | —    | Some Things Don't Come Easy                 |
| 1978 | You Can't Dance                       | 49                            | 22                            | 62                            | 34                            | —                             | —    | Some Things Don't Come Easy                 |
| 1978 | If the World Ran Out of Love Tonight  | —                             | 41                            | —                             | —                             | —                             | —    | Some Things Don't Come Easy                 |
| 1978 | Westward Wind                         | —                             | 30                            | —                             | —                             | —                             | —    | Nights Are Forever                          |
| 1979 | Love Is the Answer                    | 10                            | 1                             | 33                            | 18                            | 79                            | —    | Dr. Heckle & Mr. Jive                       |
| 1979 | What Can I Do with This Broken Heart  | 50                            | 12                            | —                             | —                             | —                             | —    | Dr. Heckle & Mr. Jive                       |
| 1980 | In It for Love                        | 75                            | 45                            | —                             | —                             | —                             | —    | The Best of England Dan and John Ford Coley |
| 1981 | Part of Me Part of You                | —                             | 42                            | —                             | —                             | —                             | —    | Just Tell Me You Love Me (soundtrack)       |

## Otras fuentes
- Nite, Norm N. y Newman, Ralph M.: ROCK ON: La enciclopedia ilustrada del Rock N 'Roll; Volumen II : Thomas Y. Crowell: 1978, p. 152.ISBN 9780690011968